# Metallura phoebe
A Metallura phoebe  a madarak osztályának sarlósfecske-alakúak (Apodiformes)  rendjébe és a kolibrifélék (Trochilidae) családjába tartozó faj.

## Rendszerezése
A fajt René Primevère Lesson és Adolphe Delattre írták le 1839-ben, az Ornismya nembe Ornismya phoebe néven.

## Előfordulása
Az Andok hegységben Peru területén honos. Természetes élőhelyei a szubtrópusi és trópusi száraz erdők és magaslati cserjések. Állandó, nem vonuló faj.

## Megjelenése
Testhossza 14 centiméter.

## Természetvédelmi helyzete
Az elterjedési területe nagyon nagy, egyedszáma pedig csökken, de még nem éri el a kritikus szintet. A Természetvédelmi Világszövetség Vörös listáján nem fenyegetett fajként szerepel.